# Ecclesiae Sanctae
Ecclesiae Sanctae - (Gobierno) de la Santa Iglesia - es una carta apostólica o motu proprio emitida por el Papa Pablo VI el 6 de agosto de 1966. Pablo escribió esta carta sobre cómo aplicar el Concilio Vaticano II, especialmente en lo que se refiere a los documentos conciliares Christus Dominus (Sobre el oficio pastoral de los obispos), Presbyterorum Ordinis (Sobre la vida y el ministerio de los presbíteros), Perfectae Caritatis (Sobre la adaptación y renovación de la vida religiosa) y Ad Gentes (Sobre la actividad misionera de la Iglesia).

## Provisiones
Una nueva norma importante anunciada en este documento es la disposición según la cual todos los obispos, arzobispos y funcionarios de la Curia, a partir del 11 de octubre de 1966, debían presentar "voluntariamente" su renuncia al papa al cumplir 75 años. De un plumazo, todos los obispos que fueron nombrados por el papa Pío XI y gran parte de los obispos que fueron nombrados por el papa Pío XII perdieron su jurisdicción. Cuatro años más tarde, esta innovación fue seguida por el motu proprio Ingravescentem aetatem, que excluía a los cardenales mayores de ochenta años de participar en un cónclave papal. Ambos documentos sustituyeron a todos los documentos preconciliares..
Otra disposición de Ecclesiae Sanctae animaba a las conferencias episcopales y a los sínodos patriarcales a "promulgar reglamentos y publicar normas para los obispos con el fin de obtener una distribución adecuada del clero", tanto en su propia zona como en beneficio de los países de misión. Los seminaristas deben estar imbuidos de una preocupación por la misión global de la Iglesia, y no sólo por la misión de su propia diócesis. Un ejemplo de aplicación de esto es el envío por parte de la archidiócesis de San Luis (EE UU) de 45 sacerdotes a Bolivia durante los próximos 60 años. El llamamiento del Vaticano II a todos los católicos a ser discípulos misioneros fue impulsado aún más por la Carta Apostólica de Pablo VI de 1975, Evangelii Nuntiandi. 
Ecclasiae Sanctae, en línea con los decretos del Vaticano II, exigía que se estableciera un consejo de sacerdotes y recomendaba que se estableciera también un consejo pastoral -de clérigos, religiosos y laicos-. Ambos son asesores del obispo y sólo tienen voto consultivo.